# Simona della Bella
Simona della Bella es una deportista italiana que compitió en natación sincronizada. Ganó una medalla de bronce en el Campeonato Europeo de Natación de 1991, en la prueba de equipo.

## Palmarés internacional
| Campeonato Europeo | Campeonato Europeo | Campeonato Europeo | Campeonato Europeo |
| Año                | Lugar              | Medalla            | Prueba             |
| ------------------ | ------------------ | ------------------ | ------------------ |
| 1991               | Atenas (Grecia)    | Medalla de bronce  | Equipo             |